# La Unión (Hiszpania)
La Unión − miasto w południowo-wschodniej Hiszpanii, w Murcji.
Liczba mieszkańców w 2003 roku wynosiła ok. 15 tys.